# Reri Grist
Reri Grist (Nova Iorque, 29 de fevereiro de 1932) é uma soprano leggero norte-americana que foi a primeira afro-americana a estrear em muitas casas de operas da Europa. Ela era uma cantora de grande encanto, com uma voz leve e destacada coloratura.

## Biografia
Ela freqüentou a High School of Music and Art e o Queens College, e por sua antecipada adolescência deu recitais e aparecia no programa de televisão Arthur Godfrey's Talent Scouts. Ela também aparecia em pequenos papéis na Broadway, conduzindo ao papel de Consuelo, um membro dos trapaceiros, no original da Broadway elenco de West Side Story.
Sua estreia na opera americana foi em Santa Fe na (Cidade do México) em 1959, pela parte da Blanche Thebom Award. Cantou Blondchen (Blonde) em Die Entführung aus dem Serail, de Mozart. Sua estreia europeia foi em 1960, no papel da Rainha da Noite em Die Zauberflöte, em Köln.
Ela interpretava regularmente em Zürich e depois em San Francisco. Ela tinha estrelado em muitos grandes papéis de coloratura, inclusive Sophie em Der Rosenkavalier, Zerbinetta em Ariadne auf Naxos, Susanna em Le nozze di Figaro, Blondchen em Die Entführung aus dem Serail, Rosina em Il Barbiere di Siviglia.
Em 1973 em Viena ela deleitou audiência quando cantou com Nicolai Gedda na produção do festival de L'elisir d'amore. Ela terminou sua carreira em Amsterdam em 1991, em Neither, uma mulher da opera por Morton Feldman, com um texto de Samuel Beckett.
Em 2001, ela recebeu o Lift Every Voice Legacy Award da National Opera Association.